# SBB (együttes)
Az SBB egy lengyel zenekar, a név a Silesian Blues Band, más források szerint a lengyel Szukaj, Burz, Buduj (angolul Search, Break up, Build, magyarul: Keresd meg, zúzd szét, építsd fel! ) rövidítése. Az együttes kezdetben Czeslaw Niemen rockénekest kísérte. Magyarországon minimum ötször lépett fel, Lengyelországban pedig az LGT-vel adott közös koncertet. Koncerteztek még Csehszlovákiában, Dániában, Nyugat-Németországban, a Német Demokratikus Köztársaságban, Bulgáriában és az Egyesült Államokban.

## Tagok

### Eredeti felállás (1971–1980)
- Józef Skrzek – basszusgitár, vokál
- Jerzy "Keta" Piotrowski – dobok
- Antymos "Lakis" Apostolis – gitár, dob
- Sławomir Piwowar – gitár (1979–1980)

### Az újraalakult SBB tagjai (1993-tól)
- Józef Skrzek
- Antymos "Lakis" Apostolis – gitár
- Jerzy "Keta" Piotrowski – dobok (1993-ig)
- Andrzej Rusek – basszus (1993–94)
- Janusz Hryniewicz – vokál (1993–94)
- Mirosław Muzykant – dobok (1998– 1999)
- Paul Wertico – dobok (2000–2007)
- Németh Gábor – dobok (2007–)

## Lemezei
- SBB (1974, Polskie Nagrania Muza)
- Nowy Horyzont (1975, Polskie Nagrania Muza)
- Pamięć (1976, Polskie Nagrania Muza)
- Ze Słowem Biegnę do Ciebie (1977, Polskie Nagrania Muza)
- SBB (1978, Supraphon)
- Jerzyk (1977, Wifon)
- Follow My Dream (1978, Spiegelei-Intercord)
- SBB (1978, Amiga)
- Welcome (1979, Wifon)
- Slovenian Girls (1979, Omnibus BUS)
- Memento z Banalnym Tryptykiem (1980, Polskie Nagrania Muza)
- Live 1993 (1994, Stuff)
- Live In America '94 (1994, Radio Katowice)
- Absolutely Live '98 (1999, Yesterday)
- SBB w filharmonii: akt 1 i 2 (1999, Yesterday)
- Good Bye! (2000, Moskito Records)
- Nastroje (2001, Jazz'N'Java)
- Karlstad – Live 1975 (2001, Koch Poland)
- Budai Ifjúsági Park 1977 (2001, Koch Poland)
- Trio – Live Tournee 2001 (2002, CD Silesia)
- Freedom – Live Sopot 1978 (2002, CD Silesia)
- Wizje – książka + CD (2003, CD Silesia)
- 22.10.1977 Göttigen, Alte Ziegelei (2004, CD Silesia)
- Anthology 1974–2004 (22 CD) (2004, Metal Mind Productions)
- Odlot – Live 2004 (2005, CD Silesia)
- New Century (2005, Metal Mind Productions)
- Lost Tapes, vol. 1 (2005, Metal Mind Productions)
- Live In Theatre 2005 (2005, CD + DVD)
- Live In Spodek 2006 (2006, Metal Mind Productions)
- Lost Tapes, vol. 2 (2006, Metal Mind Productions)
- Live in 1979 (2006, DVD, Metal Mind Productions)
- Live in Marburg 1980. The Final Concert (2007, 2CD, e-Silesia.info)
- The Rock (2007, CD, Metal Mind Productions)
- Iron Curtain (2009, CD, Metal Mind Productions)

## Külső hivatkozások
- Az SBB hivatalos honlapja

## Fordítás
Ez a szócikk részben vagy egészben  a   SBB band című angol Wikipédia-szócikk fordításán alapul.  Az eredeti cikk szerkesztőit annak laptörténete sorolja fel. Ez a jelzés csupán a megfogalmazás eredetét és a szerzői jogokat jelzi, nem szolgál a cikkben szereplő információk forrásmegjelöléseként.